# Юлиян Попов
Юлиян Георгиев Попов е български писател и журналист, министър на околната среда и водите в служебното правителството на Марин Райков, както и в редовното правителство на Николай Денков. Правнук на македонския деец Никола Габровски и на Георги Рафаилович.

## Биография

### Младежки години
Роден е на 21 септември 1959 г. в София. Брат на  Стефан Попов. От 1985 до 1990 г. е редактор в списание „Факел“. През този период превежда и представя редица неизвестни дотогава в България автори, като Даниил Хармс (автор на първия български превод на пиесата му „Елизавета Бам“), Дмитрий Пригов и други. Редактор е на 2 сборника на Владимир Висоцки.

### Професионална кариера
Той е сред създателите на частния Нов български университет и негов пръв изпълнителен директор. Директор е на британската благотворителна организация Friends of Bulgaria. Председател е на управителния съвет на Европейския институт за ефективност на сградите, базиран в Брюксел, и на управителния съвет на фондация „Елизабет Костова“. До встъпването си в длъжност министър на околната среда и водите е председател на борда на Българското училище по политика и член е на борда на Американския университет в България. Член е на Настоятелството на Нов български университет, Консултативния съвет на Кеймбриджката програма за устойчиво лидерство и Стратегическия борд на Тунизийското училище по политика. Той е политически съветник за Централна и Източна Европа на Европейската климатична фондация.
Юлиян Попов създава първия български блог за актуални политически публикации.
Негови статии за европейска политика, разширяване на Европейския съюз, енергетика и устойчиво развитие са публикувани във водещи международни издания, като Би Би Си, „Ал-Джазийра“, Financial Times, The Independent, EU Observer, European Voice, The Scotsman, Gazeta Wyborcha, Dziennik и др.
От 1994 г. живее в Лондон. Получава и британско поданство.

## Политическа кариера
На 13 март 2013 г. е назначен за служебен министър на околната среда и водите.
Във връзка с назначението си се отказва от британското си гражданство.